# Фасахов Тагір Рівкатович
Тагір Рівкатович Фасахов (16 січня 1964, Фрунзе — 29 березня 1996, Алматинська область) — киргизький футболіст, що грав на позиції нападника. Найбільш відомий за виступами в українських клубах вищої ліги «Нива» (Тернопіль) та «Прикарпаття», виступав також за киргизькі клуби другої ліги СРСР, нетривалий час грав також у найвищому латвійському дивізіоні. Трагічно загинув у автомобільній аварії на території Казахстану.

## Клубна кар'єра
Тагір Фасахов народився у столиці Киргизстану, яка тоді носила назву Фрунзе, і розпочав займатись футболом у місцевій ДЮСШ, де його першим тренером був відомий у минулому футболіст місцевої «Алги» Зарлик Султанов. Розпочав свою кар'єру футболіста Фасахов у друголіговому клубі «Алай» з киргизького міста Ош. За кілька років він став одним із кращих бомбардирів команди. і після дворічної перерви, пов'язаної зі службою в армії, після чергового успішного сезону за «Алай», із 1987 року стає гравцем команди із столиці республіки — «Алга», яка на той час грала також у другій союзній лізі. Протягом кількох років Тагір Фасахов і в цьому клубі виявляв свої бомбардирські здібності, проте у 1990 році бомбардирський приціл у нападника дещо збився, і у 1991 році він повертається до «Алая». Там він знову продовжив забивати м'ячі. але грав за ошський клуб недовго, і другу половину сезону футболіст провів у російському АПК з Азова.
Після розпаду СРСР Тагір Фасахов переїжджає до українського чемпіонату, і спочатку стає гравцем першолігового клубу «Кристал» із Чорткова, а у другому чемпіонаті незалежної України дебютує за вищоліговий клуб «Нива» із Тернополя, де на той час грало багато легіонерів із близького зарубіжжя. у тому числі із середньоазійських республік колишнього СРСР. За тернопільський клуб Фасахов виступав протягом року, але за цей час він зумів відзначитись лише 1 забитим м'ячем у 16 зіграних матчах. З початку 1993 року киргизький форвард переїжджає до івано-франківського «Прикарпаття», яке грало на той час у першій українській лізі. З прикарпатським клубом Тагір Фасахов за півтора року повертається до вищої української ліги. У вищому українському дивізіоні Фасахов грає протягом сезону, та переїжджає до латвійського чемпіонату, де грає за клуб «ДАГ-Лієпая». У чемпіонаті Латвії Фасахов зіграв, щоправда, лише 4 матчі, та зіграв у єврокубковому матчі лієпайського клубу з нідерландським «Феєнордом», у якому латвійський клуб був розбитий досвідченими футболістами з Роттердама 6-0. Далі киргизький футболіст пробував свої сили у Польщі, проте не зумів закріпитися у жодному із місцевих клубів.

## Загибель
Тагір Фасахов загинув 29 березня 1996 року на території Алматинської області Казахстану, на 32 кілометрі траси Алма-Ата—Талдикорган. Автомобіль, у якому їхали п'ятеро киргизьких футболістів, серед яких було 4 футболістів команди «Кайнар», котрі прямували до Бішкека, на великій швидкості зійшов із траси, та вдарився об дерево. Разом із Тагіром Фасаховим загинули також Канатбек Ішенбаєв та Асилбек Момунов.